# Louis Boulanger

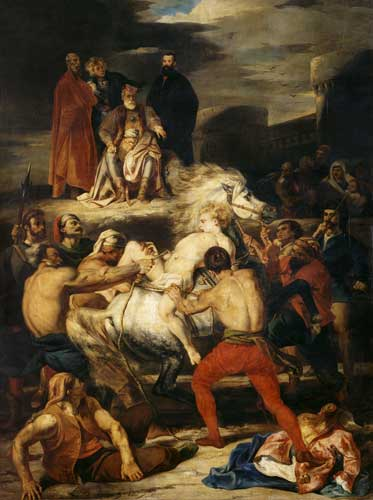
Mazeppa (1827)

Louis Boulanger (* 11. März 1806 in Vercelli, Piemont; † 7. März 1867 in Dijon) war ein französischer Maler der Romantik.

## Leben und Wirken
Boulanger, Sohn französischer Eltern, trat im Jahr 1821 in die École des Beaux-Arts ein und war Schüler Guillon-Lethières und Eugène Devérias. Von 1827 bis 1864 stellte er im Salon de Paris aus. Er unternahm in Begleitung von Alexandre Dumas dem Älteren eine Reise nach Tunesien.
Im Jahr 1860 wurde er als Direktor an die École des Beaux-Arts in Dijon berufen.
Louis Boulanger starb im Jahr 1867 im Alter von 60 Jahren in Dijon.

## Werk
Eng mit Victor Hugo befreundet, schuf er eine Reihe von Illustrationen zu dessen Werken und entnahm auch die Motive zu mehreren Gemälden seinen und Chateaubriands Gedichten (Lucrezia Borgia und Velledas Träumereien), wie umgekehrt Victor Hugo ihm zahlreiche Gedichte widmete.
Weitere bekannte Werke sind:
- 1827: Mazeppa
- 1836: Der Triumph des Petrarca
- 1859: Macbeth
- 1861: Der Hexensabbat